# Dasypolia akbar
Dasypolia akbar är en fjärilsart som beskrevs av Charles Boursin 1968. Dasypolia akbar ingår i släktet Dasypolia och familjen nattflyn. Inga underarter finns listade i Catalogue of Life.